# Giovanni Battista Todescato
Monsignor Giovanni Battista Todescato, detto Don Gianni (Camisano Vicentino, 8 febbraio 1929 – Roma, 7 agosto 2016), è stato un religioso italiano, rettore di Sant'Agnese in Agone, di cui ha curato il restauro e la riapertura al pubblico.
Noto prelato sovente ospite di trasmissioni televisive (come Le storie - Diario italiano di Corrado Augias), è ricordato soprattutto per essere stato il parroco concelebrante della prima messa in italiano insieme a papa Paolo VI il 7 marzo 1965.

## Biografia
È nato a Rampazzo, frazione di Camisano Vicentino, in provincia di Vicenza, figlio di Orazio Todescato e Antonietta.
È stato ordinato presbitero a Vittorio Veneto nel 1951. All'inizio degli anni Sessanta, ancora giovane, si trasferisce a Roma, assieme al cugino don Siro Todescato, dove diventa parroco della chiesa di Santa Chiara a Vigna Clara fin dagli albori di questa parrocchia, guidandola così per 42 anni.
Nella sua parrocchia erano presenti anche diversi politici, fra cui Aldo Moro, di alcuni dei quali divenne amico e confidente.
Già conosciuto negli ambienti ecclesiastici per il suo indirizzo innovatore, il 7 marzo 1965 viene chiamato da papa Paolo VI come concelebrante della prima messa in italiano. Nel 1979 fu nominato cappellano di Sua Santità. Il 22 febbraio 1987 riceve la visita pastorale di Papa Giovanni Paolo II.
Nel 2004 diviene rettore della chiesa di Sant'Agnese in Agone su Piazza Navona, privata sino al 1992. Per iniziativa di Todescato la chiesa borrominiana viene recuperata dal precedente grave stato di abbandono e venne profondamente restaurata grazie ai fondi da lui reperiti, divenendo così anche sede di concerti (il Todescato era appassionato di musica da camera e organista lui stesso e negli anni '70 aveva fondato il coro Santa Chiara). 
Nel 2009 scrive la Breve guida di Sant'Agnese in Agone pubblicata in cinque lingue. È morto il 7 agosto 2016 ed è sepolto nel cimitero di Grossa di Gazzo Padovano.

## Memoria
Nel 2023 il suo messaggio è stato ricordato in una messa in suo onore dal Cardinal Zuppi.

## Pubblicazioni
- Gianni Todescato, Breve guida di Sant'Agnese in Agone, Lozzi Roma (2009)  italiano ISBN 9788889896457